# Internationella dagen för bemannade rymdfärder

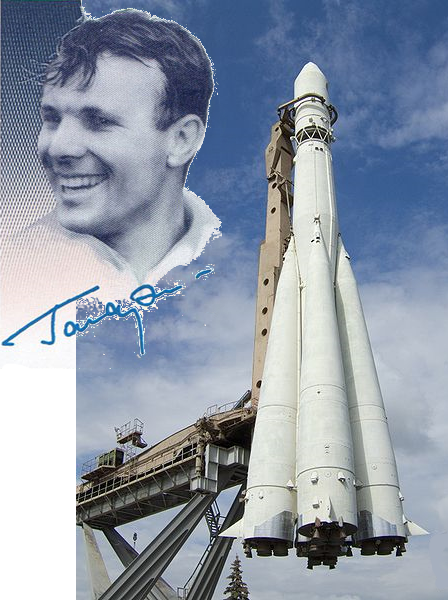
Jurij Gagarin och den rymdraket han sköts upp i.

Internationella dagen för bemannade rymdfärder är en av 
Förenta nationernas internationella dagar. Den godkändes av FN:s generalförsamling år 2011 efter ett förslag från Ryssland och firas varje år den 12 april. Dagen skall understryka rymdforskningens betydelse för den hållbara utvecklingen inom främst jordbruk, biologi, fysik och telekommunikation.
Den 12 april 1961 blev Jurij Gagarin den första människan i rymden och femtio år senare hyllades rymdforskningen med en egen dag. På generalförsamlingen betonades att det ligger i mänsklighetens intresse att rymden utforskas och används för fredliga ändamål. Dagen är också en hyllning till den första rymdfärjan Columbia som sköts upp den 12 april 1981.
I Ryssland har dagen firats som Kosmonautdagen varje år sedan 1962.